# Ornebius dumoga
Ornebius dumoga är en insektsart som beskrevs av Sigfrid Ingrisch 2006. Ornebius dumoga ingår i släktet Ornebius och familjen Mogoplistidae. Inga underarter finns listade i Catalogue of Life.